# Ctenus somaliensis
Ctenus somaliensis este o specie de păianjeni din genul Ctenus, familia Ctenidae, descrisă de Benoit, 1979.
Este endemică în Somalia. Conform Catalogue of Life specia Ctenus somaliensis nu are subspecii cunoscute.